# Редкин, Вадим Иосифович
Вади́м Ио́сифович Ре́дкин (16 апреля 1933, Старый Оскол — 1988, Самара) — советский футболист, нападающий. Мастер спорта (с 1957). Один из лучших нападающих клуба «Крылья Советов» (Куйбышев) в пятидесятых годах прошлого столетия.

## Биография
Родился Вадим Редкин в 1933 году в городе Старый Оскол. С родителями переехал в Самару. Поступил в ремесленное училище и одновременно стал заниматься футболом в спортивном клубе «Восход». В 1952 году в возрасте 19 лет был приглашён в команду мастеров «Крылья Советов», сыграл 10 матчей за дубль.
В основном составе дебютировал 23 июля 1952 года в матче против минского «Динамо» (2:1). Год спустя Редкин в большинстве матчей выходил в стартовом составе «КС». Первый гол забил 18 мая 1954 года в гостях московскому «Локомотиву» (1:0).
10 октября 1953 года участвовал в финальном матче Кубка СССР с московским «Динамо» в столице (0:1). 11 сентября 1955 года сыграл в первом международном матче куйбышевской команды на «Динамо» со сборной Индии (4:1). В середине 1950-х стал одним из лидеров команды, стал привлекаться к играм за сборную РСФСР, вторую сборную СССР, был кандидатом в олимпийскую сборную Союза.
31 июля 1956 года имя Вадима Редкина вошло в историю — он стал автором первого гола на знаменитом ныне московском стадионе «Лужники». Единственный и победный мяч в матче открытия стадиона влетел в ворота сборной Китая от нападающего сборной РСФСР и куйбышевских «Крыльев Советов». 100 тысяч зрителей приветствовали это событие. В «Лужниках» вывешена мемориальная табличка об этом событии.
В 1956 году принимал участие в Спартакиаде народов СССР в составе сборной РСФСР.
Вадим Редкин — единственный футболист высшей лиги сумевший в течение одного сезона (1957 года) забить два мяча непосредственно с углового удара: в ворота «Торпедо» (Москва) (15 июля) и «Спартак» (Минск) (20 октября).
Редкин запомнился как высококлассный крайний нападающий с природной быстротой, отличной техникой и коварным ударом. Его игра всегда отличалась великолепно исполняемыми техническими приёмами, хорошим дриблингом, умением обыгрывать соперников, не теряя контроль над мячом. Безупречно владея мячом, он всегда вовремя открывался на передачу вперёд, сразу «включал реактивную скорость», часто наводя панику в оборонительных порядках противника.
Жажда забить не была главной у этого талантливого форварда. Главным для него было стремительно обыграть соперника, пройти и выдать точный пас. Живописная, как тогда писали, лёгкость игры Вадима Редкина вызывала восторг зрителей. Соперники часто фолили на нём, не в силах воспрепятствовать стремительным проходам, и расплачивались порой голами со штрафных и пенальти, забитых партнёрами Редкина. Во многих газетных публикациях того времени имя Редкина фигурирует очень часто. С восторгом рассказывается о его прорывах, острых действиях у ворот соперников. Порой он обыгрывал по несколько защитников подряд, вызывая шквал аплодисментов переполненного стадиона. Виктор Карпов вспоминал: «У него была редкая скорость, отменный рывок. Редкин очень эффективно их использовал».
В 1958 году удачная игра 25-летнего форварда приглянулась специалистам, и в конце сезона он был включён в число 33 лучших футболистов страны, как правый крайний под номером «два» вслед за Славой Метревели.
Несмотря на безусловную одарённость и талант, звездой первой величины, как, например, Галимзян Хусаинов или Борис Казаков, Редкин не стал. Ветераны «Крыльев» вспоминали, что этому помешала не очень благополучная семейная жизнь, а также нарушения спортивного режима. Десять лет он выступал на правом краю атаки «Крыльев», а в 1961 году был отчислен из команды после четырёх матчей по причине, как тогда писали, «рецидива звёздной болезни». Последний матч за «КС» он провел в классе «Б» 21 мая 1961 года дома против саратовского «Локомотива» (0:1).
После этого короткое время играл за «Балтику» (Калининград), в качестве играющего тренера — за самарскую клубную команду «Вымпел» и ушёл из спорта. Умер Редкин в 1988 году. Похоронен в Самаре.

## Достижения
В клубе
- Финалист Кубка СССР: 1953

Личные
- В списке 33 лучших футболистов сезона в СССР: № 2 — 1958

## Статистика выступлений
| Год  | Команда                   | Турнир | Турнир                  | Место | Игры | Голы |
| ---- | ------------------------- | ------ | ----------------------- | ----- | ---- | ---- |
| 1952 | Крылья Советов (Куйбышев) | I      | Класс «А»               | 8     | 3    |      |
| 1953 | Крылья Советов (Куйбышев) | I      | Класс «А»               | 7     | 13   |      |
| 1954 | Крылья Советов (Куйбышев) | I      | Класс «А»               | 11    | 23   | 1    |
| 1955 | Крылья Советов (Куйбышев) | I      | Класс «А»               | 11    | 16   | 2    |
| 1956 | Крылья Советов (Куйбышев) | II     | Класс «Б» 2 зона        | 1     | 31   | 14   |
| 1957 | Крылья Советов (Куйбышев) | I      | Класс «А»               | 11    | 21   | 4    |
| 1958 | Крылья Советов (Куйбышев) | I      | Класс «А»               | 10    | 21   | 4    |
| 1959 | Крылья Советов (Куйбышев) | I      | Класс «А»               | 11    | 20   | 3    |
| 1960 | Крылья Советов (Куйбышев) | I      | Класс «А»               | 16    | 27   | 3    |
| 1961 | Крылья Советов (Куйбышев) | II     | Класс «Б»               | 1     | 4    | 1    |
| 1962 | Балтика (Калининград)     | II     | Класс «Б» РСФСР, 2 зона | 6     | 23   | 3    |
| 1963 | Балтика (Калининград)     | III    | Класс «Б» РСФСР, 2 зона | 4     | 30   | 2    |